# Georges Ier d'Anhalt-Dessau
Pour les articles homonymes, voir Georges Ier.
Georges Ier d'Anhalt-Dessau ou d'Anhalt-Zerbst (né vers 1390 ; mort le 21 septembre 1474 à Dessau) (surnommé le Vieux allemand der Ältere) fut un prince d'Anhalt-Dessau de 1405 à 1474. Son long règne de près de 70 ans lui permet de réunir entre ses mains les possessions d'Anhalt qui sont de nouveau partagées par entre ses héritiers.

## Biographie
Georges est le second fils du prince Sigismond Ier (mort en 1405) et de son épouse Jutta (morte après 1411), fille du comte Gebhard de Querfurt. Georges Ier succède à son père conjointement avec son frère aîné Valdemar IV (mort en 1416) et leurs cadets ; Sigismond II (mort en 1453) et Albert V (mort en 1469).
Dans le différend sur la broche Zerbst Georg accorde à l'archevêché de Magdebourg en 1415 des droits importants et conclut avec même une alliance de dix ans. Après la mort du prince-électeur Albert III de Saxe-Wittemberg en 1422, et l'investiture par l'empereur Sigismond de Luxembourg de Frédéric Ier de Saxe à la dignité d'électeur de Saxe, Georges reçoit la suzeraineté sur la maison de Barby, Walternienbourg et Seyda. À partir de 1435, il adopte la dénomination de « seigneur de Zerbst et Dessau » et se proclame lui-même « seigneur de Köthen » à partir de 1460. En 1444, il renouvelle l'alliance avec l'archevêché de Magdebourg qui devient « perpétuelle » et qui est étendue à l'ensemble des princes d'Anhalt. Un incendie de la ville de Dessau en 1467 détruit une grande partie du château princier et les archives de l'État.

## Fin de règne
Après les disparitions successives de ses trois frères Valdemar IV (1416), Sigismond II (1453) et Albert V (1469), Georges Ier se trouve désormais le seul souverain du patrimoine familial. Après la mort du prince Bernard VI d'Anhalt-Bernbourg (mort en 1468) une grande partie de ses domaines lui reviennent également mais il doit faire face à un différend de plusieurs années avec la veuve de Bernard Hedwige de Sagan (morte en 1497) portant sur le versement d'une indemnité relative à son douaire. En 1471, le duc Adolphe Ier d'Anhalt-Köthen inquiet de l'avenir de sa principauté à la suite de l'entrée en religion de ses trois fils négocie avec Georges Ier l'accession de l'un de ses fils Valdemar VI à la corégence d'Anhalt-Köthen dans un premier temps avec lui puis après sa mort en 1473 avec son frère Albert VI et enfin avec ses deux fils devenus prêtres : Adolphe II et Magnus. Dès 1471 il délègue le gouvernement de ses possessions à ses quatre fils entre lesquels il répartit ses domaines. Il meurt à Dessau en 1474 où il inhumé quatre ans plus tard

## Unions et postérité
Georges Ier contracte quatre mariages. Sa première union en 1413 avec Mathilde (morte vers 1432), fille du prince
Othon III d'Anhalt-Bernbourg, demeure stérile. De son second mariage en 1432 avec Euphemie d'Oels/Oleśnica (morte en 1444), fille du duc Conrad III d'Oleśnica il a six enfants :
- Anne (morte en 1492) ∞ 1/ vers 1456/61 le Burgrave Henri II de Plauen (mort en 1484) dont elle se sépare ∞ 2/ en 1467 comte Jean Ier de Hohnstein (mort en 1498) ;
- Marguerite (morte avant 1516) ;
- Hedwige (morte jeune) ;
- Marie, Nonne à Brehna ;
- Hedwige Nonne à Brehna (morte avant 1516) ;
- Barbara, Nonne à Brehna.

Sa troisième épouse après 1442 fut Sophie de Hohnstein (morte en 1451), fille du comte Sigismond de Hohnstein, avec laquelle il a trois enfants :
- Agnès III (1445–1504), abbesse de Gandersheim en 1485, de Neuenheerse en 1486, de Kaufungen en 1495 ;
- Valdemar VI, prince d'Anhalt-Kothen ;
- Scholastique d'Anhalt (1451–1504), abbesse de Gernrode.

En quatrièmes noces il épouse avant le 25 juillet 1458 Anne (morte le 9 juin 1513), fille du comte Albrecht de Lindow-Ruppin, qui lui donne neuf enfants :
- Ernest (mort en 1516), prince d'Anhalt-Dessau ;
- Sigismond III (mort en 1487), prince d'Anhalt-Dessau ;
- Georges II (mort en 1509), prince d'Anhalt-Dessau ;
- Anna (morte en 1531) ∞ 1498 comte Jean XIV d'Oldenbourg (mort en 1526) ;
- Rodolphe IV (mort en 1510), prince d'Anhalt-Dessau ;
- Bernard (mort jeune) ;
- Jean (mort jeune) ;
- Henri (mort jeune) ;
- Laurent (mort jeune).